# 中江種造

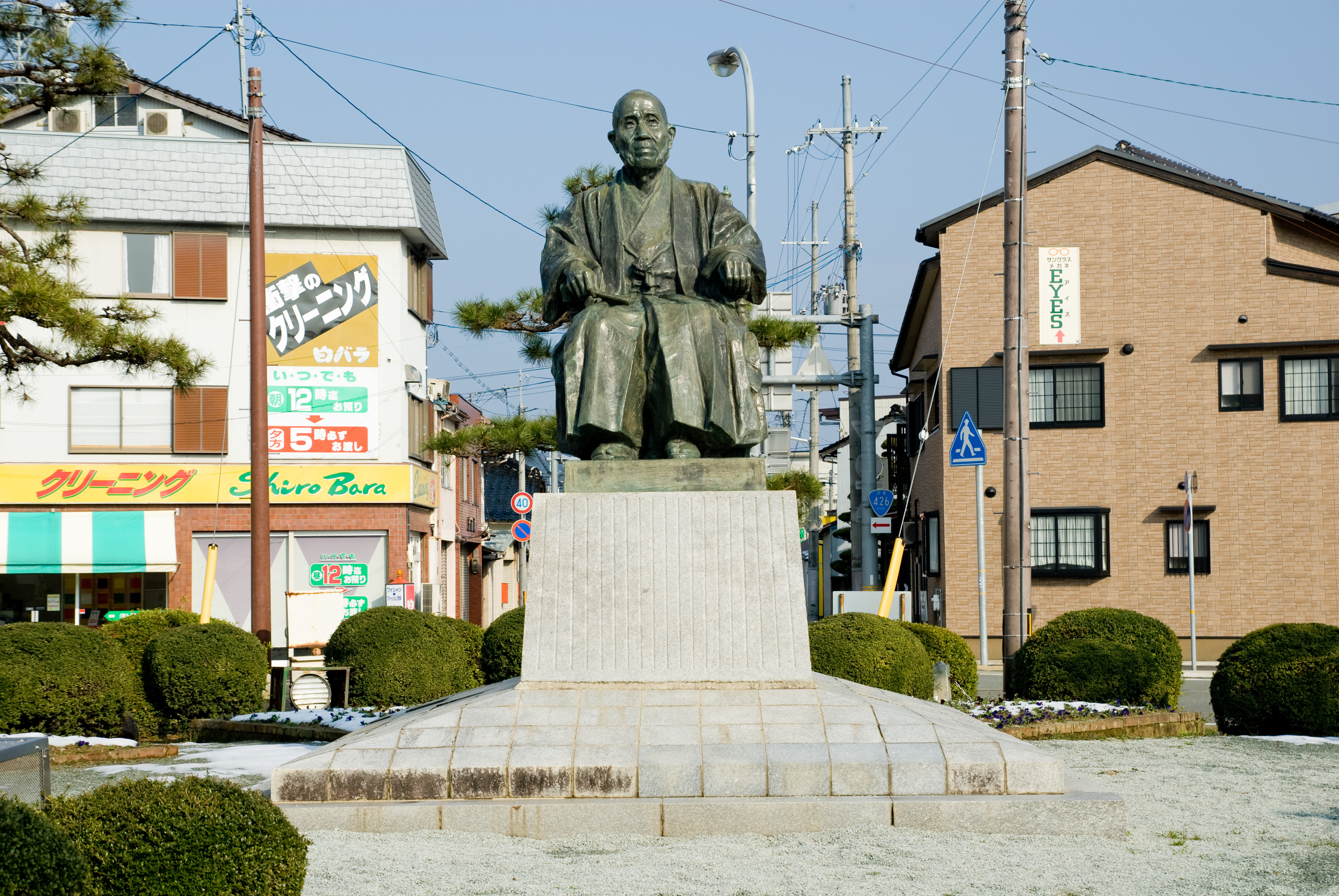
寿ロータリー (豊岡市)に建つ銅像

中江 種造（なかえ たねぞう、1846年（弘化3年） - 1931年（昭和6年）3月27日）は、古河財閥を興す礎となり「鉱山王」とよばれた人物。

## 経歴
但馬国豊岡藩の下級武士の子として生まれ（父・河本筑右衛門元則、母・松子）、1858年（安政5年）、豊岡藩士・中江晨吉の養子となり、藩警護役のかたわら火砲技術や数学・測量を学ぶ。1868年（慶応4年）、戊辰戦争において京・桂御所の警備につき、砲術家・久世治作に従い理化学を学んだ。
明治新政府より「貨幣司」（造幣局の前身）勤務の命を受け、そこで身につけた金属分析技術をもって、貨幣司から鉱山司に転任となり、但馬国（現・兵庫県朝来市）の生野銀山の再興の職に就く。ここでフランスより来ていた外国人技師ジャン・フランシスク・コワニエらと協同し、最新の鉱山技術や製錬・冶金技術を学ぶ。
その後、裸一貫で上京、1875年（明治8年）から1884年（同17年）まで、古河市兵衛の顧問技師として、栃木県・足尾銅山や新潟県・草倉銅山の経営に当たり、「古河鉱業」ひいては「古河財閥」（現在の古河グループ）を大きく成長させた。
1884年（明治17年）、顧問役をつとめた古河家を辞し、鉱業家として独立自営する。岡山県・国盛鉱山など各地の鉱山を買収、巨万の富を成し「鉱山王」とも呼ばれるようになる。鉱業のみならず山林業にも手を染め、500万本もの植林を行い「山林王」の名もほしいままにしたという。郷里・豊岡での産業振興や人材育成にも力を入れ、銀行・製糸工場・煉瓦工場などの経営にも関わり、1906年（明治39年）育英基金「中江済学会」を創設し、学者・弁護士・医師など多くの人材を育成した。
1911年（大正10年）、収益金の一部を町の奨学基金にという条件で、豊岡市上水道建設費を全額寄付した。奨学金制度は現在も続けられている。豊岡市上水道は1922年（大正11年）5月11日に同市城崎町の二見のわき水を水源として通水した。
1925年（大正14年）3月、町議会は中江種造の功績を称え、寿公園に銅像を建設した。
豊岡市上水道が通水した5月11日には、毎年寿公園にて水道祭りが行われている。